# Chèo thuyền tại Đại hội Thể thao Đông Nam Á 2021
Chèo thuyền là một trong những môn thể thao được tranh tài tại Đại hội Thể thao Đông Nam Á 2021 ở Việt Nam, được tổ chức từ ngày 09 đến 14 tháng 05 năm 2022 tại Trung tâm đua thuyền Thủy Nguyên, Thị trấn Minh Đức, Huyện Thủy Nguyên, Hải Phòng.

## Nội dung thi đấu
Môn Đua thuyền Rowing tại SEA Games 31 bao gồm 16 nội dung thi đấu, trong đó có 8 nội dung dành cho nam và 8 nội dung dành cho nữ. Các nội dung Đua thuyền Rowing gồm thuyền đơn, thuyền đôi, thuyền bốn theo các hạng mục nặng, nhẹ 1 chèo hoặc 2 chèo.
| TT | Nội dung                          | Kí hiệu nội dung | Nam | Nữ |
| -- | --------------------------------- | ---------------- | --- | -- |
| 1  | Thuyền đơn hạng nhẹ               | L1X              | ✔   |    |
| 2  | Thuyền đơn hạng nặng              | 1X               |     | ✔  |
| 3  | Thuyền đôi hạng nhẹ hai mái chèo  | L2X              | ✔   | ✔  |
| 4  | Thuyền đôi hạng nặng một mái chèo | 2-               | ✔   | ✔  |
| 5  | Thuyền đôi hạng nhẹ một mái chèo  | L2-              | ✔   |    |
| 6  | Thuyền đôi hạng nặng hai mái chèo | 2X               | ✔   | ✔  |
| 7  | Thuyền bốn hạng nhẹ hai mái chèo  | L4X              | ✔   | ✔  |
| 8  | Thuyền bốn hạng nhẹ một mái chèo  | L4-              | ✔   | ✔  |
| 9  | Thuyền bốn hạng nặng hai mái chèo | 4X               | ✔   | ✔  |
| 10 | Thuyền bốn hạng nặng một mái chèo | 4-               |     | ✔  |

## Chia bảng

### Bảng A
Các nội dung thi đấu được chia thành 02 Bảng:
| Kí hiệu | Tên đầy đủ Tiếng việt                 |
| ------- | ------------------------------------- |
| W4X     | Thuyền bốn nữ hạng nặng hai mái chèo  |
| LM2X    | Thuyền đôi nam hạng nhẹ hai mái chèo  |
| M2X     | Thuyền đôi nam hạng nặng hai mái chèo |
| W4-     | Thuyền bốn nữ hạng nặng một mái chèo  |
| LM4     | Thuyền bốn nam hạng nhẹ một mái chèo  |
| LW4X    | Thuyền bốn nữ hạng nhẹ hai mái chèo   |
| W2-     | Thuyền đôi nữ hạng nặng một mái chèo  |
| LM4X    | Thuyền bốn nam hạng nhẹ hai mái chèo  |

### Bảng B
| Kí hiệu | Tên đầy đủ Tiếng việt                 |
| ------- | ------------------------------------- |
| W1X     | Thuyền đơn nữ hạng nặng               |
| M2      | Thuyền đôi nam hạng nặng một mái chèo |
| LW2X    | Thuyền đôi nữ hạng nhẹ hai mái chèo   |
| LM1X    | Thuyền đơn nam hạng nhẹ               |
| LM2-    | Thuyền đôi nam hạng nhẹ một mái chèo  |
| M4X     | Thuyền bốn nam hạng nặng hai mái chèo |
| W2X     | Thuyền đôi nữ hạng nặng hai mái chèo  |
| LW4-    | Thuyền bốn nữ hạng nhẹ một mái chèo   |

## Nội dung thi đấu
| Ngày  | Giờ              | Vòng đấu          | Nội dung                                    |
| ----- | ---------------- | ----------------- | ------------------------------------------- |
| 09/05 | 10h00            | Đấu loại          | Thuyền bốn nữ hạng nặng hai mái chèo (W4X)  |
| 09/05 | 10h45            | Đấu loại          | Thuyền đôi nam hạng nhẹ hai mái chèo (LM2X) |
| 09/05 | 11h30            | Đấu loại          | Thuyền đôi nam hạng nặng hai mái chèo (M2X) |
| 09/05 | 12h20            | Đấu loại          | Thuyền bốn nữ hạng nặng một mái chèo (W4)   |
| 10/05 | 09:30 - 15:00    | Đấu loại          | Nội dung Bảng B                             |
| 11/05 | 09:30 - 15:00    | Bán kết Chung kết | Các nội dung Bảng A & B                     |
| 12/05 | KHAI MẠC ĐẠI HỘI | KHAI MẠC ĐẠI HỘI  | KHAI MẠC ĐẠI HỘI                            |
| 13/05 | 09:30 - 15:00    | Chung kết         | Nội dung Bảng A                             |
| 13/05 | 15:20 - 17:00    | Trao huy chương   | Trao huy chương                             |
| 14/05 | 09:30 - 15:00    | Chung kết         | Nội dung Bảng B                             |
| 14/05 | 15:20 - 17:00    | Trao huy chương   | Trao huy chương                             |

## Kết quả

### Thuyền bốn nữ hạng nặng hai mái chèo (W4X)
| Vị trí | Làn | Vận động viên                                                                                          | Quốc gia    | Thời gian   |
| ------ | --- | --- | ----------- | ----------- |
| 1      | 1   | Hồ Thị Lý Phạm Thị Thảo Phạm Thị Huế Đinh Thị Hảo                                                      | Việt Nam    | 00:07:27.11 |
| 2      | 2   | NATTICHA KAEWHOM PIYAMON TOEMSUK PAWINA SURASANG PONTHIDA THUPTHAI                                     | Thái Lan    | 00:16:01.00 |
| 3      | 3   | DEWI PURWANTI Maslin Efrilia Annisa Meilani Yahya Puteri Agni Anugerah                                 | Indonesia   | 00:09:08.00 |
| 4      | 4   | Joanie Delgaco Talagtag Amelyn Pagulayan Salarzon Josephine Mireille Qua Sycip Kristine Paraon Ramirez | Philippines | 00:10:65.00 |

## Bảng tổng sắp huy chương các nội dung
| Nội dung                                   | Vàng                                                                               | Bạc                                                                                     | Đồng |
| ------------------------------------------ | ---------------------------------------------------------------------------------- | --------------------------------------------------------------------------------------- | --- |
| Giải Thuyền đơn hạng nhẹ                   | Phạm Thị Huệ · Việt Nam                                                            | Joanie Delgaco · Philippines                                                            | Nuntida Krajangjam · Thái Lan                                                                                |
| Giải Thuyền đơn hạng nặng                  | Ihram · Indonesia                                                                  | Bùi Văn Hoàn · Việt Nam                                                                 | Cris Nievarez · Philippines                                                                                  |
| Giải Thuyền đôi hạng nhẹ hai mái chèo nam  | Indonesia · Ardi Isadi · Kakan Kusuma                                              | Philippines · Cris Nievarez · Christian Joseph Jasmin                                   | Việt Nam · Bùi Văn Hoàn · Nhữ Đình Nam                                                                       |
| Giải Thuyền đôi hạng nhẹ hai mái chèo nữ   | Việt Nam · Đinh Thị Hảo · Lường Thị Thảo                                           | Indonesia · Mutiara Rahma Putri · Melani Putri                                          | Thái Lan · Rawiwan Sukkaew · Jirakit Phuetthonglang                                                          |
| Giải Thuyền đôi hạng nặng một mái chèo nam | Indonesia · Ardi Isadi · Ihram · Kakan Kusmana · Ali Mardiansyah                   | Việt Nam · Nguyễn Văn Hà · Nguyễn Văn Tuấn · Nhữ Đình Nam · Bùi Văn Hoàn                | Philippines · Athens Greece Tolentino · Van Adrian Maxilom · Christian Joseph Jasmin · Emmanuel Joseph Obaña |
| Giải Thuyền đôi hạng nặng một mái chèo nữ  | Việt Nam · Nguyễn Thị Giang · Hồ Thị Lý · Phạm Thị Thảo · Lường Thị Thảo           | Indonesia · Mutiara Rahma Putri · Melani Putri · Nurtang · Anggi Widiarti               | Philippines · Joanie Delgaco · Kharl Julianne Sha · Feiza Jane Lenton · Alyssa Hannah Marciana Go            |
| Giải Thuyền đôi hạng nhẹ một mái chèo      |                                                                                    |                                                                                         | |
| Giải Thuyền đôi hạng nặng hai mái chèo nam | Indonesia · La Memo · Sullfianto                                                   | Thái Lan · Chanin Paenthongdee · Prem Nampratueng                                       | Việt Nam · Nguyễn Văn Hiếu · Nguyễn Văn Hà                                                                   |
| Giải Thuyền đôi hạng nặng hai mái chèo nữ  | Việt Nam · Nguyễn Thị Giang · Phạm Thị Thảo                                        | Thái Lan · Raruen Matinee · Chaempudsa Parisa                                           | Myanmar · Shwe Zin Latt · Nilar Win                                                                          |
| Giải Thuyền bốn hạng nhẹ hai mái chèo nam  |                                                                                    |                                                                                         | |
| Giải Thuyền bốn hạng nhẹ hai mái chèo nữ   |                                                                                    |                                                                                         | |
| Thuyền bốn hạng nhẹ một mái chèo nam       | Indonesia · Denri Maulidzar Al Ghiffari · Ferdiansyah · Ali Buton · Mahendra Yanto | Việt Nam · Vũ Ngọc Khánh · Hoàng Văn Đạt · Võ Như Sang · Phạm Chung                     | Philippines · Edgar Ilas · Roque Abala Jr · Zuriel Sumintac · Joachim De Jesus                               |
| Thuyền bốn hạng nhẹ một mái chèo nữ        | Việt Nam · Phạm Thị Ngọc Anh · Lê Thị Hiền · Hà Thị Vui · Dư Thị Bông              | Indonesia · Chelsea Corputty · Syiva Lisdiana · Aisah Nabila · Yuniarty                 | Myanmar · Ei Phyu · Sandar Shwe · Chit Phoo Ngon · Win Thuzar Thein                                          |
| Giải Thuyền bốn hạng nặng hai mái chèo nam | Indonesia · Ardi Isadi · Ihram · Kakan Kusmana · Ali Mardiansyah                   | Việt Nam · Nguyễn Văn Hà · Nguyễn Văn Tuấn · Nhữ Đình Nam · Bùi Văn Hoàn                | Philippines · Athens Greece Tolentino · Van Adrian Maxilom · Christian Joseph Jasmin · Emmanuel Joseph Obaña |
| Giải Thuyền bốn hạng nặng hai mái chèo nữ  | Việt Nam · Hồ Thị Lý · Phạm Thị Thảo · Phạm Thị Huệ · Đinh Thị Hảo                 | Indonesia · Putri Agni Anugerah · Annisa Meilani Yahya · Maslin Efrilia · Dewi Purwanti | Philippines · Joanie Delgaco · Amelyn Pagulayan · Josephine Mireille Qua · Kristine Paraon                   |
| Giải Thuyền bốn hạng nặng một mái chèo nữ  | Việt Nam · Phạm Thị Ngọc Anh · Lê Thị Hiền · Hài Thị Vui · Dư Thị Bông             | Indonesia · Syiva Lisdiana · Aisah Nabila · Julianti · Chelsea Corputty                 | Thái Lan · Matinee Raruen · Parisa Chaempudsa · Jirakit Phuetthonglang · Nuntida Krajangjam                  |

## Bảng huy chương
| Hạng               | Đoàn               | Vàng | Bạc | Đồng | Tổng số |
| ------------------ | ------------------ | ---- | --- | ---- | ------- |
| 1                  | Việt Nam           | 8    | 6   | 2    | 16      |
| 2                  | Indonesia          | 8    | 6   | 0    | 14      |
| 3                  | Philippines        | 0    | 2   | 6    | 8       |
| 4                  | Thái Lan           | 0    | 2   | 5    | 7       |
| 5                  | Myanmar            | 0    | 0   | 3    | 3       |
| 6                  | Campuchia          | 0    | 0   | 1    | 1       |
| Tổng số (6 đơn vị) | Tổng số (6 đơn vị) | 16   | 16  | 17   | 49      |